# ジャック・ショア
ジャック・ショア（Jack Shore、1995年2月6日 - ）は、ウェールズの男性総合格闘家。アバティレリー出身。ショア・ミックスト・マーシャル・アーツ所属。元Cage Warriorsバンタム級王者。

## 来歴
父親の影響で6歳からキックボクシングを経験し、その後は父親が開いた総合格闘技ジムでトレーニングを続けた。

### 総合格闘技
2016年、アマチュアで12戦全勝の戦績を残しプロ総合格闘技デビュー。2018年にCage Warriorsバンタム級王座を獲得した。

### UFC
2019年9月28日、UFC初参戦となったUFC Fight Night: Hermansson vs. Cannonierでノエリン・ヘルナンデスと対戦し、リアネイキドチョークで3R一本勝ち。パフォーマンス・オブ・ザ・ナイトを受賞した。
2022年7月16日、UFC on ABC: Ortega vs. Rodríguezでバンタム級ランキング13位のリッキー・シモンと対戦し、肩固めで2R一本負け。キャリア初黒星を喫した。
2023年3月18日、フェザー級転向初戦となったUFC 286でマクワン・アミルカーニと対戦し、リアネイキドチョークで2R一本勝ち。
2024年12月、引退を発表した。

## 戦績
| 総合格闘技 戦績 | 総合格闘技 戦績 | 総合格闘技 戦績 | 総合格闘技 戦績 | 総合格闘技 戦績 | 総合格闘技 戦績 | 総合格闘技 戦績 |
| --------------- | --------------- | --------------- | --------------- | --------------- | --------------- | --------------- |
| 20 試合         | (T)KO           | 一本            | 判定            | その他          | 引き分け        | 無効試合        |
| 17 勝           | 4               | 9               | 4               | 0               | 0               | 0               |
| 3 敗            | 1               | 2               | 0               | 0               | 0               | 0               |

| 勝敗 | 対戦相手                         | 試合結果                        | 大会名                                                | 開催年月日     |
| ×    | ユーセフ・ザラル                 | 2R 0:59 肩固め                  | UFC Fight Night: Moreno vs. Albazi                    | 2024年11月2日  |
| ×    | ジョアンダーソン・ブリート       | 2R 3:35 TKO（ドクターストップ） | UFC 301: Pantoja vs. Erceg                            | 2024年5月4日   |
| ○    | マクワン・アミルカーニ           | 2R 4:27 リアネイキドチョーク    | UFC 286: Edwards vs. Usman 3                          | 2023年3月18日  |
| ×    | リッキー・シモン                 | 2R 3:28 肩固め                  | UFC on ABC 3: Ortega vs. Rodríguez                    | 2022年7月16日  |
| ○    | ティムール・バリエフ             | 5分3R終了 判定3-0               | UFC Fight Night: Volkov vs. Aspinall                  | 2022年3月19日  |
| ○    | ルドビク・ショリニアン           | 5分3R終了 判定3-0               | UFC Fight Night: Brunson vs. Till                     | 2021年9月4日   |
| ○    | ハンター・アジュール             | 5分3R終了 判定2-1               | UFC on ABC 2: Vettori vs. Holland                     | 2021年4月10日  |
| ○    | アーロン・フィリップス           | 2R 2:29 リアネイキドチョーク    | UFC on ESPN 13: Kattar vs. Ige                        | 2020年7月16日  |
| ○    | ノエリン・ヘルナンデス           | 3R 2:51 リアネイキドチョーク    | UFC Fight Night: Hermansson vs. Cannonier             | 2019年9月28日  |
| ○    | スコット・マローン               | 3R 2:28 リアネイキドチョーク    | Cage Warriors FC 104 【CWFCバンタム級タイトルマッチ】 | 2019年4月27日  |
| ○    | マイク・エクンダヨ               | 3R 4:07 TKO（パウンド）         | Cage Warriors FC 100 【CWFCバンタム級タイトルマッチ】 | 2018年12月8日  |
| ○    | ウェスリー・マイア               | 1R 2:51 TKO（パウンド）         | Cage Warriors FC 97                                   | 2018年9月29日  |
| ○    | ヴァウアン・リー                 | 5分3R終了 判定3-0               | Cage Warriors FC 92                                   | 2018年3月24日  |
| ○    | エイトン・デ・ペップ             | 1R 3:04 リアネイキドチョーク    | Cage Warriors FC 89                                   | 2017年11月25日 |
| ○    | マティア・ガルビアティ           | 3R 4:14 KO（膝蹴り）            | Cage Warriors FC 87                                   | 2017年10月14日 |
| ○    | コンモン・ド                     | 1R 4:46 腕ひしぎ十字固め        | Cage Warriors FC 83                                   | 2017年5月6日   |
| ○    | アレクサンドロス・ジェロリマトス | 1R 2:08 リアネイキドチョーク    | Cage Warriors FC: Academy Wales                       | 2017年3月4日   |
| ○    | エディ・ポビヴァネス             | 2R 2:11 TKO（パウンド）         | Cage Warriors FC 79                                   | 2016年10月15日 |
| ○    | デビッド・トナティウ・クロール   | 1R 3:36 リアネイキドチョーク    | Cage Warriors FC 76                                   | 2016年6月4日   |
| ○    | タイラー・トーマス               | 1R 1:48 リアネイキドチョーク    | Pain Pit Fight Night 15: Renegade                     | 2016年3月5日   |

## 獲得タイトル
- 第5代CWFCバンタム級王座（2018年）

## 表彰
- UFCパフォーマンス・オブ・ザ・ナイト（1回）